# Eduard Weiter
Eduard Weiter (Eschwege, 18 luglio 1889 – Itter, 2 maggio 1945) è stato un militare tedesco, SS-Obersturmbannführer e comandante del campo di concentramento di Dachau.

## Biografia

### Primi anni
Figlio di un produttore di fruste, Weiter lavorò come venditore di libri durante gli studi fino a quando non si arruolò nell'esercito imperiale tedesco all'età di 20 anni. Rimase in servizio per dieci anni, impiegato sui fronti orientale, occidentale e balcanico nel corso della prima guerra mondiale. Fu ufficiale di divisione e poi ufficiale di reggimento; in seguito alla riduzione dell'esercito tedesco per effetto della firma del Trattato di Versailles assunse una posizione simile nella polizia bavarese.

### Carriera

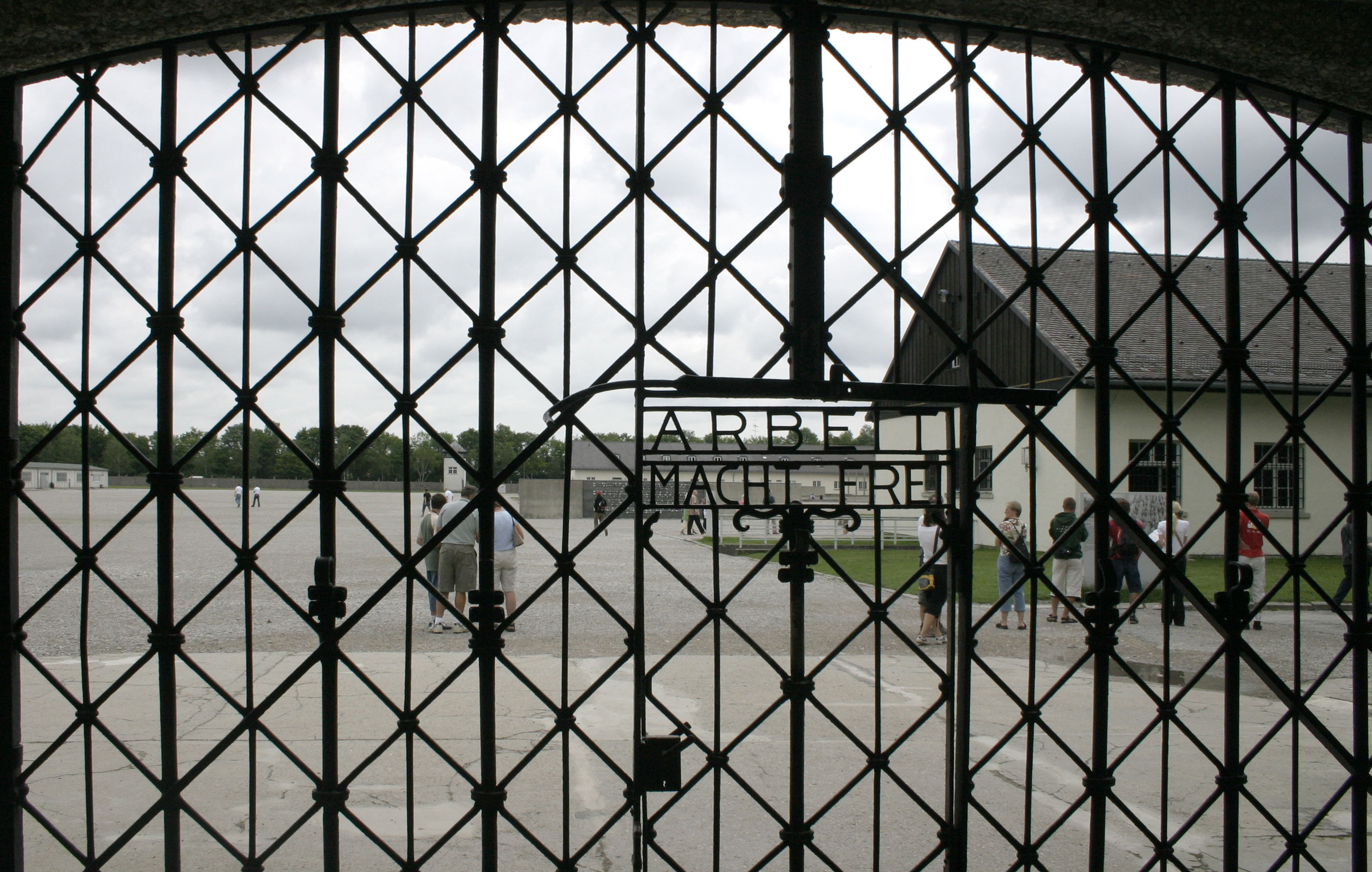
Il cancello principale del campo di concentramento di Dachau, contrassegnato dallo slogan Arbeit macht frei

Weiter continuò a fare il funzionario fino al 1936, quando si ritirò poiché la polizia bavarese fu incorporata come unità nell'Ordnungspolizei. Entrò nelle SS pur non avendo particolari convinzioni politiche: infatti non si unì al partito nazista fino al 1937. Ottenne la benevolenza di Oswald Pohl, ma la sua ambiguità politica rallentò la sua carriera, e anche quando fu posto al comando dell'amministrazione del campo di concentramento di Dachau rivestì un ruolo burocratico lontano dal campo vero e proprio.
Weiter successe a Martin Weiss al comando del campo il 30 settembre 1943. I resoconti dei detenuti testimoniano lo stesso anonimato avuto in passato: raramente Weiter fu visto in giro per il campo. Le condizioni peggiorarono, in particolare a causa del sovraffollamento quando furono chiusi gli altri campi a oriente, ma Weiter fece poco per espandere il campo di Dachau e far fronte a questo imponente afflusso.
È probabile che Weiter abbia ucciso personalmente il dissidente Georg Elser, la cui morte fu ufficialmente attribuita dallo stesso Weiter a un raid aereo. Dopo la guerra fu ritrovata una lettera di Heinrich Müller diretta a Weiter in cui si ordinava sia di uccidere Elser sia di mascherare la morte con un bombardamento. I leader dei detenuti riferirono in seguito che Weiter cercò il loro appoggio poco prima di lasciare Dachau nel tentativo di convincerli a testimoniare che non aveva agito con crudeltà in un eventuale processo.

## Morte
Weiter non fu processato perché fuggì da Dachau immediatamente prima della liberazione, raggiunse il castello di Schloss Itter in Austria e vi morì in circostanze misteriose. Secondo Paul Reynaud, mercoledì 2 maggio 1945, dopo essersi ubriacato, si vantò delle esecuzioni ordinate a Dachau e si sparò. Fu sepolto fuori dalle mura del castello in una tomba anonima. Secondo lo storico Tom Segev, potrebbe invece essere stato ucciso da un collega delle SS per mancanza di convinzione ideologica.